# خانه صفی فرخ روز
خانه صفی فرخ روز مربوط به دوره پهلوی اول است و در شیراز، محله گود عربان، کوچه آثار جم، پلاک ۷ واقع شده و این اثر در تاریخ ۱۰ خرداد ۱۳۸۲ با شمارهٔ ثبت ۸۹۸۷ به‌عنوان یکی از آثار ملی ایران به ثبت رسیده است.